# مارغريت بينيت
مارغريت بينيت (بالإنجليزية: Marguerite Bennett)‏ هي كاتبة قصص مصورة أمريكية، ولدت في 21 أكتوبر 1988 في فرجينيا في الولايات المتحدة.